# Кольбекіт
Кольбекіт — мінерал скандію з класу фосфатів.
Синонім «Стеретит» (за прізвищем американського геолога Д. Б. Стерретта (D.B.Sterrett), E.S.Larsen, A.Montgomery, 1940).

## Опис
Хімічна формула: Sc[РО4]·2Н2О.
Сингонія ромбічна. Призматичний вид. Спайність середня по (110). Густина 2,36. Тв. 4-5. Безбарвний, жовтуватий. Блиск скляний до перламутрового. Зустрічається в родовищах фосфоритів, кварцових жилах. Супутні мінерали: кварц, вольфраміт. Рідкісний.

## Розповсюдження
Знахідки: Пегматити Файрфілда, штат Юта, США, Задісдорф, Шмідсберг (Рудні гори, Саксонія, ФРН), Бая-Спріє (Румунія).